# Leonie Kluwig
Leonie Kluwig, född 30 november 1998, är en tysk bobåkare och friidrottare.

## Karriär

### Friidrott
Vid tyska mästerskapen 2023 i Kassel var Kluwig en del av SCC Berlins lag tillsammans med Michelle Janiak, Nadine Reetz och Gina Lückenkemper som tog guld på 4×100 meter.

### Bob
Vid EM 2025 i Lillehammer tog Kluwig guld tillsammans med Laura Nolte i tvåmannabob.